# Звончин
Звончин (слч. Zvončín) насељено је мјесто са административним статусом сеоске општине (слч. obec) у округу Трнава, у Трнавском крају, Словачка Република.

## Становништво
| Година:    | 1994. | 2004. | 2014.    | 2024.    |
| ---------- | ----- | ----- | -------- | -------- |
| Број људи: | 0     | 658   | 796      | 1039     |
| Разлика:   |       | –     | +20,97 % | +30,52 % |

| Година:    | 2023. | 2024.   |
| ---------- | ----- | ------- |
| Број људи: | 1028  | 1039    |
| Разлика:   |       | +1,07 % |

Према подацима о броју становника из 2024. године насеље је имало 1039 становника.